# 梅坎尼克斯堡 (賓夕法尼亞州)

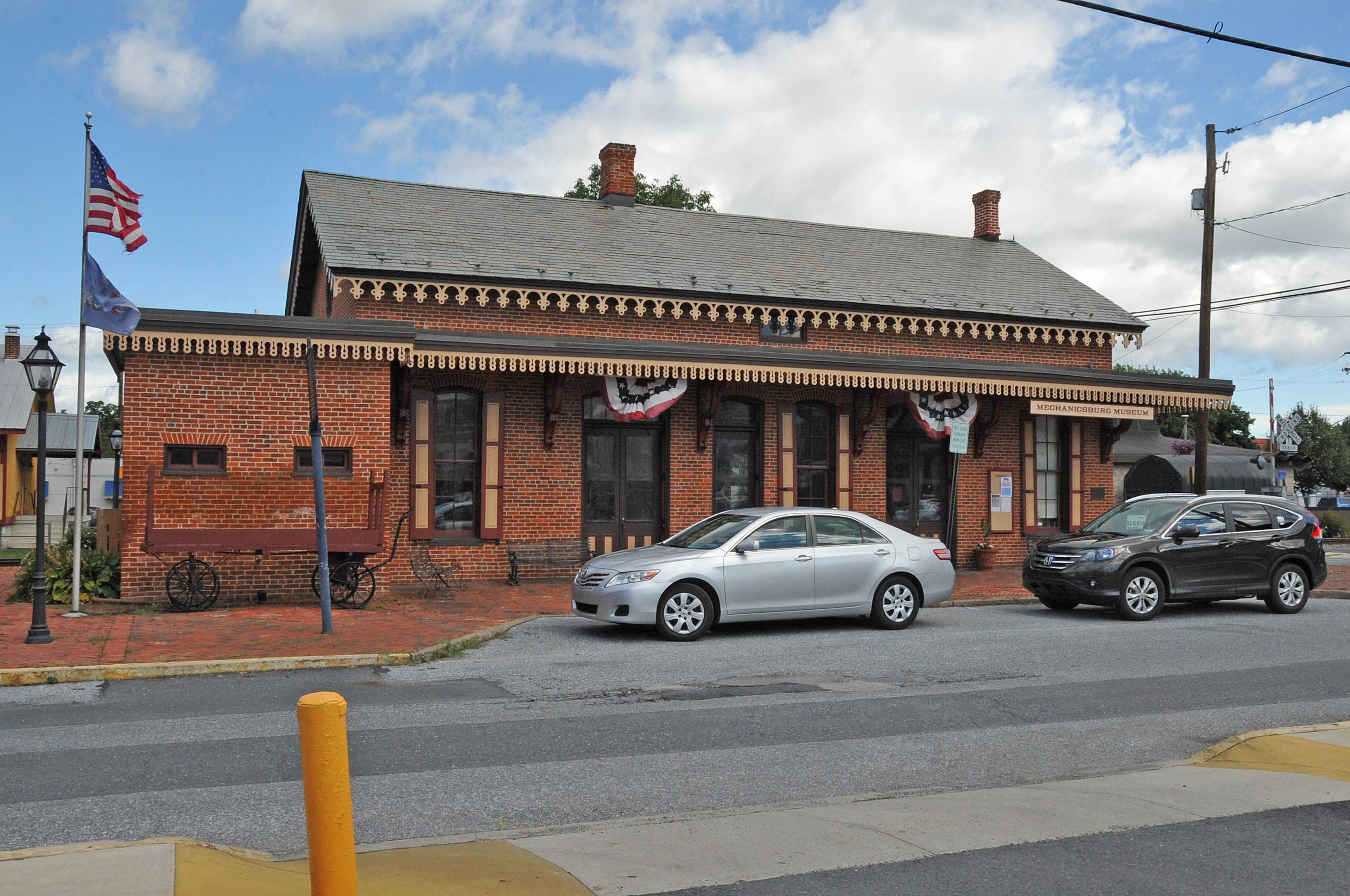
梅坎尼克斯堡車站

梅坎尼克斯堡（英語：Mechanicsburg）位於美國賓夕法尼亞州坎伯蘭縣，是坎伯蘭山谷中的許多城鎮之一。2020年，梅坎尼克斯堡有人口9,311人。